# ELC-Stahl
ELC steht für extra low carbon (sehr niedriger Kohlenstoffgehalt). Es handelt sich um austenitische CrNi-Stähle mit einem Kohlenstoffgehalt von maximal 0,03 %, die eingesetzt werden, um interkristalliner Korrosion vorzubeugen. Aufgrund der guten Formbarkeit werden die Stähle hauptsächlich für Schrauben, Bolzen, Muttern und Nieten verwendet.